# Simona Krupeckaitė
Simona Krupeckaitė (ur. 13 grudnia 1982 w Ucianie) – litewska kolarka torowa, dwukrotna mistrzyni świata.
25 marca 2009 podczas mistrzostw świata w Pruszkowie zdobyła tęczową koszulkę mistrzyni świata w wyścigu na dystansie 500 m ze startu zatrzymanego, ustanawiając nowy rekord świata wynikiem 33,296 s. Rok i trzy dni później zdobyła drugi złoty medal w mistrzostwach świata, tym razem w keirinie. Ponadto jeszcze 12 razy stawała na podium mistrzostw świata w latach 2004–2012, zazwyczaj w sprincie i wyścigu na 500 m ze startu zatrzymanego.
Trzykrotnie startowała w igrzyskach olimpijskich (2004, 2008, 2012), zajmując w sprincie odpowiednio 7. i 8. i 5. miejsce, 4. w wyścigu na 500 m w Atenach w 2004 roku oraz 7. miejsce w keirin w Londynie w 2012.

## Odznaczenia
- Krzyż Oficerski Orderu „Za Zasługi dla Litwy” – 2009[2]